# Hifumi Katō
Pour les articles homonymes, voir Kato.
Hifumi Katō est un joueur de shōgi professionnel japonais né le 1er janvier 1940 à Kama dans la préfecture de Fukuoka.
Il a remporté les titres de Meijin (en 1982), d'Ōza (en 1962), Ōi (en 1984), Kio (en 1976 et 1977), Judansen (trois fois), de Osho (en 1978) et sept fois la coupe NHK.

## Biographie et carrière
Hifumi Katō est né en 1940. Il a été classé 9e dan à partir de 1957.
Il est devenu professionnel en 1954, à 14 ans et sept mois. Ce record de précocité n'a été battu qu'en septembre 2016.
Il a remporté :
- la coupe NHK en 1960, 1966, 1971, 1973, 1976, 1981 et 1993 ;
- le titre d'Ōza en 1962 contre Michihito Kumagai ;
- le titre de Judan (tournoi des dixième dan) en 1968 contre Yasuharu Oyama, en 1980 contre Makoto Nakahara et en 1981 contre Kunio Yonenaga ;
- le titre de Kio en 1976 contre Nobuyuki Ōuchi  et en 1977 contre le Meijin Makoto Nakahara ;
- le titre d'Osho en 1978 contre le Meijin Makoto Nakahara ;
- le titre de Meijin en 1982 contre le Meijin Makoto Nakahara ;
- le titre de Ōi en 1984 contre Michio Takahashi.

Il a disputé deux matchs pour le titre de Kisei : en 1979 (1er semestre, contre Makoto Nakahara) et au 2e semestre 1981 contre Tatsuya Futakami.
En 2017, il était le joueur professionnel de shogi le plus âgé en exercice.